# Massacre de Saqlawiya
Le massacre de Saqlawiya a lieu en juin 2016 pendant la quatrième bataille de Falloujah, lors de la seconde guerre civile irakienne. 

## Prélude
Le 23 mai 2016, une vaste offensive est lancée par l'armée irakienne et les milices chiites des Hachd al-Chaabi contre la ville de Falloujah, tenue par l'État islamique depuis janvier 2014. Rapidement, les combats gagnent Saqlawiya, une localité située au nord-ouest de Falloujah, que les djihadistes de l'EI avaient pris le 21 septembre 2014, au terme d'une sanglante bataille où l'armée irakienne avait perdu 400 à 600 hommes, tués ou portés disparus. Début juin 2016, un charnier contenant environ 400 corps, principalement des militaires mais aussi des civils, tués de fin 2014 à début 2015, est découvert à Saqlawiya,,. 

## Déroulement
Le 1er juin 2016, les forces irakiennes atteignent les abords de Saqlawiya,. Selon le Haut-Commissariat des Nations unies aux droits de l'homme (HCDH), 8 000 civils sunnites, dont 1 500 hommes et adolescents, sortent alors du village et se portent à la rencontre de ce qu'ils croient être des soldats de l'armée irakienne, qui leur assurent par haut-parleur qu'ils n'ont rien à craindre. Cependant ces derniers s'avèrent être des hommes des Kataeb Hezbollah, une des principales milices chiites des Hachd al-Chaabi. Les miliciens séparent alors les hommes des femmes et des enfants, ces derniers sont conduits au camp militaire d'Amriyat al-Fallouja (en), tenu par l'armée. En revanche les hommes et les jeunes garçons de plus de 14 ans sont transportés vers divers lieux des environs de Falloujah : des bâtiments, des garages ou des magasins abandonnés,. Leurs documents d’identité, leurs téléphones, leurs bagues et leurs objets de valeur sont confisqués. Plusieurs sont exécutés sommairement ou torturés à mort, certains sont décapités, au moins deux sont brûlés selon le HCDH,. Les autres sont entassés dans des locaux sans eau ni nourriture,. 
Selon Amnesty International, une partie des captifs sont conduits dans la nuit du 3 juin à « la maison jaune » (al-beit al-asfar) : « Ils ont été soumis à des actes de torture et d’autres mauvais traitements, privés de nourriture et d’eau et empêchés d’utiliser les sanitaires. Des survivants ont déclaré qu’ils avaient été frappés sur tout le corps et la tête à l’aide de câbles et de barres métalliques, de pelles et de bâtons, et qu’ils avaient vu d’autres détenus mourir des suites d’actes de torture, et que d’autres avaient été emmenés dans la nuit et qu’ils ne les avaient jamais revus ».
Le 5 juin, les captifs sont séparés en deux groupes, 605 civils peuvent rejoindre les femmes et les enfants à Amriyat al-Fallouja, en revanche l'ONU affirme un mois plus tard être toujours sans nouvelle du second groupe, constitué d'environ 900 personnes,.
Les deux milices les plus impliqués dans ces exactions sont les Kataeb Hezbollah et l'Organisation Badr.

## Bilan humain
Quelques jours après les tueries, des habitants accusent les Hachd al-Chaabi d'avoir massacré environ 300 civils sunnites à Saqlawiya,,. 
Le 8 juin, Amnesty International dénonce les cas tortures, puis affirme le 28 juin qu'au moins 49 personnes ont été tuées ou torturées à mort à Saqlawiya selon des responsables de la province d'Anbar et que 653 hommes et garçons ont été soumis à une disparition forcée,. Human Rights Watch dénonce également les exactions le 9 juin et affirme que 17 hommes de la tribu des Joumaïla ont été exécutés dans la localité d'al-Sejar (ar), au nord-est de Falloujah.

Selon Georges Malbrunot, envoyé spécial du Figaro, en plus des 49 morts relevés par Amnesty International, 17 membres de la tribu des al-Mahamdah ont été exécutés le 3 juin dans le quartier d'al-Bousdera. Il indique également qu'une trentaine de miliciens chiites auraient été arrêtés après les tueries. 
Début juillet, le Haut-Commissariat des Nations unies aux droits de l'homme affirme avoir les noms de 643 des 900 disparus et indique que selon des responsables locaux, au moins 49 personnes ont été tuées par les miliciens chiites,,.